# 岩見沢ガス
岩見沢ガス株式会社（いわみざわガス）は、北海道岩見沢市に本社を置く、都市ガス（天然ガス）を主力とするエネルギー販売会社である。
勇払ガス田からタンクローリーによる天然ガスの供給を受けている。

## 沿革
- 1962年（昭和37年）8月 会社設立
- 1962年（昭和37年）11月 一般ガス供給事業開始
- 2007年（平成19年）9月 天然ガス転換作業終了

## 事業所
- 本社 北海道岩見沢市2条西16丁目1